# Hatzenbühl
Hatzenbühl è un comune di 2.827 abitanti della Renania-Palatinato, in Germania.
Appartiene al circondario (Landkreis) di Germersheim (targa GER) ed è parte della comunità amministrativa (Verbandsgemeinde) di Jockgrim.